# Losene Keita
Losene Keita (ur. 30 grudnia 1997 w Konakry) – belgijski zawodnik mieszanych sztuk walki (MMA) pochodzenia gwinejskiego. Były mistrz czesko-słowackiej federacji Oktagon MMA w wadze lekkiej oraz w wadze piórkowej. Aktualnie związany z największą organizacją MMA na świecie – UFC.

## Życiorys
Urodził się w Gwinei i mieszkał tam do 11 roku życia. Następnie przeprowadził się wraz z rodziną do Kortrijk w Belgii i mieszka tam do dziś. W dzieciństwie grał w koszykówkę i piłkę nożną. Keita już jako dziecko nie radził sobie z emocjami w szkole, z czego ciągle wdawał się w bójki. Nawet na ulicach wpadał w niemałe tarapaty, w związku z tym Policja stale zjawiała się pod jego drzwiami domu. Wszystkie te złe rzeczy, które robił Keita, doprowadziły go do więzienia na cztery miesiące. Po wyjściu nadal wdawał się w bójki uliczne, ze względu na swoją reputację. W tym, co rujnowało mu życie, jego uliczne kłopoty w pewien sposób uratowały mu życie. Znajomy Keity dostrzegł u niego w tym talent, ostatecznie zapraszając go do klubu mieszanych sztuk walki. Po namyśle i rozważeniu, Keita zgodził się tam udać i już po pierwszym treningu uzależnił się od tej dyscypliny, jaką jest MMA.

## Kariera MMA

### Wczesna kariera
Po dwóch miesiącach treningów stoczył swoją pierwszą walkę, łącznie tocząc ponad osiem walk amatorskich, po czym przeszedł na zawodowstwo w 2019 roku, ponieważ nikt inny nie walczyłby z nim dalej jako amator. 
5 marca 2019 w zawodowym debiucie pokonał decyzją sędziowską Niemca, Gracjana Golebiowskiego podczas gali Strength & Honour Championship 15 w Dessel. Keita do swojej 6 zawodowej walki walczył wyłącznie w wadze półśredniej, a następnie lekkiej, poza niektórymi walkami amatorskimi. 
Drugą walkę zawodową zwyciężył ponownie na punkty, tym razem z Polakiem, Karolem Michalakiem podczas gali Atlas MMA 6, która odbyła się Holandii. 
W ostatniej, trzeciej walce w 2019 pokonał takim samym werdyktem na grudniowej gali Ultimate Contest, bardziej doświadczonego algieryjsko-francuskiego Soufiene Oudina.
Następne trzy walki stoczył dla Holenderskiej federacji World Fighting League (WFL). Keita aż trzykrotnie nokautował swoich przeciwników w pierwszych rundach m.in. kolejno: Tayrona Chavarro (16.02.2020), Raymonda Jarmana (30.05.2021) oraz Bartosza Gorczyce (15.08.2021). Po pokonaniu Polaka zdobył pas mistrza WFL w kategorii półśredniej.

### Oktagon MMA
Dalsze walki toczy pod banderą czesko-słowackiej federacji Oktagon MMA w niższej kategorii wagowej (lekkiej). W debiucie dla tej organizacji podczas grudniowej gali Oktagon 29 pokonał nokautem Słowaka, Karola Ryšavýa, po niespełna trzech minutach rundy pierwszej.
26 lutego 2022 na Oktagon 31 zwyciężył jednogłośnie na pełnym dystansie rundowym z byłym pretendentem do pasa Oktagon MMA wadze lekkiej, Ronaldem Paradeiserem.
Keita będąc na passie dwóch zwycięstw z rzędu dla Oktagon MMA, dostał szansę walki o tytuł z podwójnym mistrzem w dwóch kategoriach wagowych (lekkiej oraz piórkowej), Ivanem Buchngerem. Na czerwcowej gali Oktagon 33 odebrał doświadczonemu Słowakowi pas w kategorii lekkiej, kończąc go technicznym nokautem, po mocnych ciosach pod siatką.

### Jednorazowa walka na zasadach muay thai w Oktagon MMA
Następną walkę stoczył w swój dzień urodzinowy 2022 roku na zasadach muay thai, podczas gali Oktagon 38, w której zmierzy się z kick-bokserem, Milanem Palešem. W stawce pojedynku nie było tytułu mistrzowskiego. Pojedynek ten był po trzech rundach na tyle wyrównany, że zamiast potencjalnego remisu doczekał się czwartej, dogrywkowej rundy, po której jednogłośną decyzją sędziowską zwyciężył Keita.

### Dalsze walki w MMA dla Oktagon MMA
11 lutego 2023 w niemieckim Monachium podczas wydarzenia Oktagon 39 wygrał przez TKO w trzeciej rundzie z reprezentantem Szwecji, Samuelem Barkiem. Pojedynek odbył się w kategorii piórkowej.
29 kwietnia 2023 na gali Oktagon 42 zdobył drugi pas mistrzowski, tym razem tymczasowy w kategorii piórkowej po pokonaniu w czwartej rundzie przez TKO byłego pretendenta do pasa tej dywizji, Jakuba Tichoty. Pierwotnie podczas tej gali rywalem Keity zamiast Czecha miał być pełnoprawny mistrz Mate Sanikidze, jednak ten doznał kontuzji barku, która wykluczyła go z tego starcia. Zestawienie Keity z Gruzinem doszło do skutku 29 lipca 2023 podczas walki wieczoru gali Oktagon 45. Walka zakończyła się już w pierwszej rundzie przez niespodziewaną kontuzję stopy jakiej doznał Keita. Oficjalnie przez TKO zwyciężył Sanikidze i został pełnoprawnym mistrzem w kategorii piórkowej. 
W kolejnej walce, którą stoczył 9 grudnia 2023 na Oktagon 50 zdobył pełnoprawny pas mistrzowski Oktagon MMA w wadze piórkowej, pokonując przez TKO w drugiej rundzie Niko Samsonidse. 
4 maja 2024 podczas gali Oktagon 57 wziął udział w drugiej edycji turnieju Tipsport Gamechanger. Jego rywalem został Holender, Agy Sardari. Keita zwyciężył walkę po 15-minutowym starciu jednogłośnie na punkty. 
20 lipca 2024 w słowackiej Bratysławie na Oktagon 59: Summer Party znokautował ciosem na korpus Serba, Predraga Bogdanovicia. Starcie miało status ćwierćfinału turnieju Tipsport Gamechanger 2 w wadze lekkiej.  
Dwa miesiące później w czeskim Brnie podczas Oktagon 61 zawalczył w półfinałowej walce z Mateuszem Legierskim. Zwyciężył jednogłośną decyzją sędziów, którzy punktowali w stosunku 2 x 29-28, 30-27 na jego korzyść, dzięki czemu awansował do finału turnieju.  
29 grudnia 2024 na Oktagon 65 w finale turnieju Tipsport Gamechanger 2, zawalczył o pas mistrzowski wagi lekkiej z posiadaczem tego tytułu, Ronaldem Paradeiserem. W drugiej rundzie znokautował Słowaka, tym samym wygrywając cały turniej warty 300 tysięcy euro i pas wagi lekkiej.  

### UFC
W sierpniu 2025 roku, podpisał kontrakt z największą organizacją MMA na świecie – Ultimate Fighting Championship. Pierwszą walkę dla amerykańskiego pracodawcy stoczy 6 września 2025 na gali UFC Fight Night: Imavov vs. Borralho w Paryżu. Jego przeciwnikiem będzie były mistrz Bellator MMA w wadze piórkowej oraz lekkiej, Patricio Freire.

## Osiągnięcia

### Mieszane sztuki walki
- World Fighting League
  - 2021: Mistrz World Fighting League w wadze półśredniej[11].

- Oktagon MMA
  - 2022-2023: Mistrz Oktagon MMA w wadze lekkiej[16].
  - 2023: Tymczasowy mistrz Oktagon MMA w wadze piórkowej[22].
  - 2023-2025: Mistrz Oktagon MMA w wadze piórkowej[3].
  - 2024: Zwycięzca turnieju Tipsport Gamechanger 2 w wadze lekkiej[2].
  - 2024-2025: Mistrz Oktagon MMA w wadze lekkiej[2]

## Lista walk zawodowych w MMA
| Wynik     | Bilans | Przeciwnik (bilans przed walką) | Rozstrzygnięcie                              | Runda | Czas | Rozgrywki                             | Data       | Miejsce             | Uwagi |
| --------- | ------ | ------------------------------- | -------------------------------------------- | ----- | ---- | ------------------------------------- | ---------- | ------------------- | --- |
|           |        | Patricio Freire (37-8)          |                                              |       |      | UFC Fight Night: Imavov vs. Borralho  | 06.09.2025 | Paryż               | Debiut w UFC. |
| Wygrana   | 16-1   | Ronald Paradeiser (21-8)        | KO (cios łokciem w parterze)                 | 2     | 1:02 | Oktagon 65: Paradeiser vs. Keita 2    | 29.12.2024 | Praga               | Wygrał finał turnieju Tipsport Gamechanger 2 w wadze lekkiej. Zdobył pas mistrzowski Oktagon MMA w wadze lekkiej. Main Event |
| Wygrana   | 15-1   | Mateusz Legierski (12-1)        | Decyzja (jednogłośna)                        | 3     | 5:00 | Oktagon 61: Paradeiser vs. Duque      | 21.09.2024 | Brno                | Walka półfinałowa turnieju Tipsport Gamechanger 2 w wadze lekkiej.                                                           |
| Wygrana   | 14-1   | Predrag Bogdanović (16-1)       | KO (cios na korpus)                          | 2     | 4:50 | Oktagon 59: Summer Party              | 20.07.2024 | Bratysława          | Walka ćwierćfinałowa turnieju Tipsport Gamechanger 2 w wadze lekkiej.                                                        |
| Wygrana   | 13-1   | Agy Sardari (17-4)              | Decyzja (jednogłośna)                        | 3     | 5:00 | Oktagon 57: Brož vs. Eckerlin         | 04.05.2024 | Frankfurt nad Menem | Walka 1/8 turnieju w wadze lekkiej.                                                                                          |
| Wygrana   | 12-1   | Niko Samsonidse (10-2)          | TKO (prawy hak i ciosy pięsciami w parterze) | 2     | 0:23 | Oktagon 50: Keita vs. Samsonidse      | 09.12.2023 | Ostrawa             | Zdobył wakujący pas mistrzowski Oktagon MMA w wadze piórkowej. Main Event                                                    |
| Przegrana | 11-1   | Mate Sanikidze (9-2)            | TKO (kontuzja stopy)                         | 1     | 1:08 | Oktagon 45: Sanikidze vs. Keita       | 29.07.2023 | Praga               | Pojedynek o pełnoprawny pas mistrzowski Oktagon MMA w wadze piórkowej. Main Event                                            |
| Wygrana   | 11-0   | Jakub Tichota (5-2)             | TKO (ciosy pięściami)                        | 4     | 3:53 | Oktagon 42: Keita vs. Tichota         | 29.04.2023 | Bratysława          | Zdobył tymczasowy pas mistrzowski Oktagon MMA w wadze piórkowej. Main Event                                                  |
| Wygrana   | 10-0   | Samuel Bark (8-1)               | TKO (ciosy pięściami)                        | 3     | 0:30 | Oktagon 39: Jungwirth vs. de Oliveira | 11.02.2023 | Monachium           | Pojedynek w wadze piórkowej.                                                                                                 |
| Wygrana   | 9-0    | Ivan Buchinger (39-7)           | TKO (ciosy pięściami)                        | 1     | 3:00 | Oktagon 33: Buchinger vs. Keita       | 04.06.2022 | Frankfurt nad Menem | Zdobył pas mistrzowski Oktagon MMA w wadze lekkiej. Main Event                                                               |
| Wygrana   | 8-0    | Ronald Paradeiser (13-7)        | Decyzja (jednogłośna)                        | 3     | 5:00 | Oktagon 31: Krištofič vs. Kincl       | 26.02.2022 | Praga               | Co-Main Event |
| Wygrana   | 7-0    | Karol Ryšavý (9-3)              | KO (cios pięścią)                            | 1     | 2:55 | Oktagon 29: Kozma vs. Veličković      | 04.12.2021 | Ostrawa             | Debiut w Oktagon MMA. Przejście do wagi lekkiej. Co-Main Event                                                               |
| Wygrana   | 6-0    | Bartosz Gorczyca (0-0)          | KO (cios pięścią)                            | 1     | ?    | WFL 6: Keita vs. Gorczyca             | 15.08.2021 | Eindhoven           | Zdobył pas mistrzowski WFL w wadze półśredniej. Main Event                                                                   |
| Wygrana   | 5-0    | Raymond Jarman (18-39-1)        | KO (cios pięścią)                            | 1     | ?    | WFL 5: The Ultimate Clash             | 30.05.2020 | IJsselstein         | Main Event |
| Wygrana   | 4-0    | Tayron Chavarro (0-0)           | TKO (ciosy pięściami)                        | 1     | ?    | WFL 4                                 | 16.02.2020 | Hoofddorp           | |
| Wygrana   | 3-0    | Soufiene Oudina (5-6)           | Decyzja (jednogłośna)                        | 3     | 5:00 | Ultimate Contest                      | 07.12.2019 | Wevelgem            | |
| Wygrana   | 2-0    | Karol Michalak (2-0)            | Decyzja (jednogłośna)                        | 3     | 5:00 | Atlas MMA 6                           | 02.11.2019 | Eindhoven           | |
| Wygrana   | 1-0    | Gracjan Golebiowski (1-0)       | Decyzja (jednogłośna)                        | 3     | 5:00 | Strength & Honour Championship 15     | 05.10.2019 | Dessel              | Debiut w wadze półśredniej.                                                                                                  |

## Lista walk zawodowych w muay thai
| Wynik   | Bilans | Przeciwnik  | Rozstrzygnięcie       | Runda | Czas | Rozgrywki                   | Data       | Miejsce | Uwagi                                                                    |
| ------- | ------ | ----------- | --------------------- | ----- | ---- | --------------------------- | ---------- | ------- | ------------------------------------------------------------------------ |
| Wygrana | 1-0    | Milan Paleš | Decyzja (jednogłośna) | 4     | 5:00 | Oktagon 38: Macek vs. Lopez | 30.12.2022 | Praga   | Limit umowny -71 kg. Co-Main Event. Pojedynek zakończył się po dogrywce. |